# Fabrice Soldan
Pour les articles homonymes, voir Soldan.
Pas d'image ? Cliquez ici

a Compétitions nationales et continentales officielles uniquement.

Dernière mise à jour le 2 décembre 2024.
Fabrice Soldan, né le 2 avril 1979 à Montauban (Tarn-et-Garonne), est un joueur de rugby à XV français qui évolue au poste de troisième ligne centre.

## Biographie
Fabrice Soldan effectue la totalité de sa carrière professionnelle avec l'US Montauban, entre 1998 et 2009,. Il dispute ensuite une saison avec l'Avenir valencien en 2009-2010,.

## Palmarès
- Champion de France de Pro D2 en 2001 et 2006 avec l'US Montauban
- Finaliste de Pro D2 en 1999 avec l'US Montauban[5]

- Vainqueur du Championnat de France juniors crabos B en 1997 et 1998 avec l'US Montauban